# Mačkovac (Kruševac)
Mačkovac (em cirílico: Мачковац) é uma vila da Sérvia localizada na cidade de Kruševac, pertencente ao distrito de Rasina, na região de Rasina. A sua população era de 1079 habitantes segundo o censo de 2011.

## Demografia
| 1948 | 1953 | 1961 | 1971 | 1981 | 1991 | 2002 | 2011 |
| ---- | ---- | ---- | ---- | ---- | ---- | ---- | ---- |
| 1660 | 1719 | 1684 | 1590 | 1534 | 1433 | 1295 | 1079 |